# 쿠니오의 열혈투구전설
《쿠니오의 열혈투구전설》(くにおの熱血闘球伝説)는 테크노스 저팬이 개발하고 SNK가 배급한 피구 스포츠 게임이다. 《쿠니오군》 시리즈의 네번째 피구 게임으로, 네오지오 기판으로 제작됐다. 서양판 제목은 《슈퍼 돗지볼》(Super Dodge Ball)로, 1987년에 발매된 《열혈고교 피구부》와 제목을 공유하나 직접적인 연관은 없다.
《열혈경파 쿠니오군》에서 데뷔한 인물들과 이 작품만의 오리지널 캐릭터들이 등장하며, 기존의 필살슛 이외에 반사기와 합체기를 사용할 수 있다. 또한 일인용 모드에서는 상대방을 팀원으로 영입할 수도 있다.
테크노스 저팬이 파산하지 전 마지막으로 제작한 게임으로, 일본 지역에서는 출시되지 않고 서양판만 존재하나 일본 네오지오 시스템에 대응한다. 가정용 네오지오 콘솔이나 네오지오 CD로는 출시되지 않았고 다른 기종으로의 이식판도 없다.

## 등장인물
- 쿠니오(열혈경파 쿠니오군의 주인공)
- 미유키
- 사부(열혈경파 쿠니오군의 최종보스)
- 켄지
- 신지(열혈경파 쿠니오군의 스테이지 2 보스)
- 미스즈(열혈경파 쿠니오군의 스테이지 3 보스)
- 리키(열혈경파 쿠니오군의 스테이지 1 보스)
- 돗지볼 마왕(쿠니오의 열혈투구전설 최종보스)

- 잡동료

- 안경 낀 저체중
- 비만 중년
- 소녀
- 건달
- 럭비 선수

## 비판
승리 시 패배한 팀에서 멤버를 골라서 보충할 수 있지만 방출할 멤버를 선택하는 게 아니라 밀어내기 방식인 탓에 자신이 원하는 팀을 만들 수 없다. 예를 들면 무슨 수를 쓰든 여성팀을 결성하는 것은 불가능하다.